# Кампань (Уаза)
Кампань (фр. Campagne) — коммуна на севере Франции, регион О-де-Франс, департамент Уаза, округ Компьень, кантон Нуайон. Расположена в 58 км к юго-западу от Амьена и в 32 км к северу от Компьеня, на берегу Северного канала.
Население (2018) — 157 человек.